# Râul Matca, Pârâul de Câmpie
Râul Matca este un afluent al Pârâului de Câmpie din județul Mureș

## Hărți
- Harta județului Mureș